# 横子的故事
《擁子的故事》又名《竹林深处》是由一个日籍美国人川岛擁子所写的半自传体小说.
文中描写了川岛擁子——一个满洲国日本官员的女儿在日本战败后一路从朝鲜半岛回日本的经历。书中提到韩国人对日本人非常残暴。
横子的故事遭到韩国的强烈抗议。川岛擁子一度向韓國國民道歉。